# Spokojna molitva
Spokojna molitva molitva je za mir i spokoj. Autor je vjerojatno američki teolog Reinhold Niebuhr. 
Najpopularnija verzija je:

  Bože, daruj mi spokoj da prihvatim stvari koje ne mogu promijeniti,  

  hrabrosti da promijenim stvari koje mogu, 

  i mudrost da prepoznam razliku. 

na izvornom, engleskom jeziku:
  God, grant me the serenity to accept the things I cannot change,

  Courage to change the things I can,

  And wisdom to know the difference.

## Autorstvo
Autorstvo i povijest širenja molitve je neizvjesno. Vjerojatno je molitvu napisao Reinhold Niebuhr u razdoblju prije ili tijekom Drugog svjetskog rata. Niebuhrova supruga navodi u dopisima na godine 1941. ili 1942., dok Reinhold Niebuhr navodi predratno razdoblje. Neizvjesnost o točnom vremenu nastanka molitve može biti i zbog Niebuhrovog odricanja autorskoga prava.
Neki izvori pripisuju spokojnu molitvu Dietrichu Bonhoefferu, biskupu Franzu Hagenbachu svetom Ignaciju Loyoli i Svetom Franji Asiškom, za koje međutim ne postoji zajamčen izvor.

## Uporaba
u pjesmama
- Whatever od Steven Curtisa Chapmana
- Feel so different (1990) od Sinéada O’Connora
- Serenity Prayer (1995) von Goodie Moba
- Know the difference (2003) odStratovariusa
- Serenity (2005) od Olivije Newton-Johna
- Intro: Loving (2006) od India Arie
- 100 Jahre (2008) od Cursea
- Addiction (2009) od Dope
- Wisdom To Change (2011) od Neelixa
- Kings of Suburbia(2014) od Tokio Hotela

u TV serijalima
- Kućanice,  20. epizoda 20 (2006.)
- Uvod u anatomiju, 21 epizoda (2006.)